# 昂儒昂岛
昂儒昂岛（法語：Anjouan，法語發音：[ɑ̃ʒwɑ̃]），行政区划名称为昂儒昂自治岛（法語：Île Autonome d'Anjouan），位于印度洋西部，是科摩罗联盟中的一个自治岛，首府穆察穆杜，面积424平方公里，人口有327,382人(2017年）。
1997年10月，昂儒昂岛宣布独立并希望加入法国。此后在多方斡旋下，昂儒昂岛一直保持着在科摩罗国内的自治地位。
2008年3月25日，科摩罗政府军和非洲联盟援军对被反叛军控制的昂儒昂岛发动进攻。政府軍成功推翻了島上的自治政府。